# 鄭迪 (大興)
鄭迪（？年—？年），順天府大興縣人，由監生遵河工例報捐未入流，乾隆四十年任四川順慶府岳池縣典史。是一位政治人物，明清時曾在四川順慶府岳池縣（位於今四川東北部，武周萬歲通天二年分南充、相如二縣置，是一個千年古縣）擔任官吏。